# Kadni, Gulbarga
Kadni là một làng thuộc tehsil Gulbarga, huyện Gulbarga, bang Karnataka, Ấn Độ.